# Film Music Guild
Film Music Guild (FMG) je studentská organizace na Biola University v La Mirada, Kalifornie, USA. Organizace vznikla, aby mohla učit studenty film a hudbu.

## Historie
Film Music Guild vznikl roku 2006 studentem Davem Martinou, aby zaplnil mezeru mezi univerzitními obory filmu a hudby.

## FMG konference
3. října 2009 se konala první Film Music Guild konference (pojmenovaná jako FMG Conference 2009). Mezi hlavní představitele patřili Pete Docter (režisér filmů Vzhůru do oblak a Příšerky s.r.o.), John Ottman (střihač a skladatel pro filmy Valkýra, Superman se vrací a X-Men 2), Christopher Young (skladatel pro filmy Spider-Man 3, Nenávist a Ghost Rider) a mnoho dalších.